# Eurycope iphthima
Eurycope iphthima is een pissebed uit de familie Munnopsidae. De wetenschappelijke naam van de soort is voor het eerst geldig gepubliceerd in 1981 door Wilson.